# Adalbert Tiegelkamp
Adalbert Tiegelkamp (* 4. April 1938; † 3. Februar 2009 in Verden an der Aller) war ein deutscher Theater- und Filmschauspieler.
Adalbert Tiegelkamp wurde ab Anfang der 1970er Jahre als Schauspieler in Film und Theater tätig, so spielte er ab 1975 regelmäßig bei den Karl-May-Spiele Bad Segeberg auf. Er spielte dort „kernige Typen“, wie Trapper oder Bärenjäger. Im Fernsehen trat er in drei Tatort-Episoden auf sowie in kleineren Rollen in Fernsehfilmen und Serien.

## Filmografie (Auswahl)
- 1971: Tatort: Kressin und der tote Mann im Fleet
- 1971: Hamburg Transit (Fernsehserie, eine Folge)
- 1974: Tatort: Nachtfrost
- 1979: Kümo Henriette (Fernsehserie, eine Folge)
- 1984: Zielscheiben
- 1984–1985: Tegtmeier (Fernsehserie, 2 Folgen)
- 1987: Tatort: Voll auf Haß
- 1991: Der Einbruch